# Șăulia (gmina)
Șăulia – gmina w Rumunii, w okręgu Marusza. Obejmuje miejscowości Leorința-Șăulia, Măcicășești, Pădurea i Șăulia. W 2011 roku liczyła 2018 mieszkańców.